# Dal Varešanović
Dal Varešanović (ur. 23 maja 2001 w Wiedniu) – bośniacki piłkarz pochodzenia chorwackiego występujący na pozycji ofensywnego pomocnika, w tureckim klubie Çaykur Rizespor.

## Sukcesy

### FK Sarajevo
- Puchar Bośni i Hercegowiny: (2020/2021)[4]